# Limonia thaleitrichia
Limonia thaleitrichia är en tvåvingeart som beskrevs av Alexander 1979. Limonia thaleitrichia ingår i släktet Limonia och familjen småharkrankar.
Artens utbredningsområde är Komorerna. Inga underarter finns listade i Catalogue of Life.